# Acanthonevra vaga
Acanthonevra vaga
 es una especie de insecto del género Acanthonevra de la familia Tephritidae del orden Diptera. 

## Historia
Christian Rudolph Wilhelm Wiedemann la describió científicamente por primera vez en el año 1830.